# Tarachidia heonyx
Tarachidia heonyx är en fjärilsart som beskrevs av Dyar 1913. Tarachidia heonyx ingår i släktet Tarachidia och familjen nattflyn. Inga underarter finns listade i Catalogue of Life.